# Simon & Garfunkel
Simon & Garfunkel este un duo american de cantautori format din Paul Simon și Art Garfunkel. Ei au format trupa Tom & Jerry în 1957 și au cunoscut pentru prima dată succesul odată cu minihitul Hey, Schoolgirl. Sub numele Simon & Garfunkel, duoul a devenit celebru în 1965 când au lansat hit single-ul The Sounds of Silence. Mai mult, muzica lor s-a regăsit și pe coloana sonoră a filmului Absolventul, ceea ce i-a propulsat și mai mult în conșțiința publicului. 
Ultimul lor album, Bridge over Troubled Water, a fost amânat de mai multe ori datorită neînțelegerilor artistice ale celor doi componenți. Au fost printre cei mai poulari artiști ai anilor '60; pe lângă The Sounds of Silence, au mai lansat hituri cum ar fi: I Am a Rock, Homeward Bound, A Hazy Shade of Winter, Mrs. Robinson, Bridge over Troubled Water, The Boxer, Cecilia și Scarborough Fair/Canticle. Au primit câteva premii Grammy și au fost incluși în Rock and Roll Hall of Fame și Long Island Music Hall of Fame (2007). De la destrămarea formației din 1970, cei doi membri s-au mai reunit în câteva ocazii cea mai celebră dintre aceste reuniri fiind aceea din 1981 cu prilejul concertului din Central Park, la care au asistat în jur de 500.000 de oameni.

## Membri
- Paul Simon (n. 1941) - chitară acustică, voce, chitară (1957-1970)
- Art Garfunkel (n. 1941) - voce, pian (1957-1970)

## Discografie

### Albume de studio
- Wednesday Morning, 3 A.M. (19 octombrie 1964)
- Sounds of Silence (17 ianuarie 1966)
- Parsley, Sage, Rosemary and Thyme (10 octombrie 1966)
- Bookends (3 aprilie 1968)
- Bridge over Troubled Water (26 ianuarie 1970)

### Albume live
- The Concert in Central Park (16 februarie 1982)
- Live from New York City, 1967 (16 iulie 2002)
- Old Friends: Live on Stage (7 decembrie 2004)
- Live 1969 (25 martie 2008)

### Compilații
- Simon and Garfunkel's Greatest Hits (14 iunie 1972)
- Collected Works (1990)
- The Definitive Simon and Garfunkel (1991)
- Old Friends (27 octombrie 1997)
- The Best of Simon and Garfunkel (1999)
- Tales from New York: The Very Best of Simon & Garfunkel (28 martie 2000)
- Two Can Dream Alone (2000)
- The Columbia Studio Recordings (1964-1970) (2001)
- The Essential Simon and Garfunkel (14 octombrie 2003)

### Soundtrackuri
- The Graduate Original Soundtrack (21 ianuarie 1968)